# Таскин, Всеволод Сергеевич
Всеволод Сергеевич Таскин (2 февраля 1917, посёлок Пури Забайкальской области — 1 июня 1995, Люберцы) — советский китаевед, переводчик и научный редактор. Забайкальский казак, эмигрант I волны, репатриант.

## Биография
Его отец, Сергей Афанасьевич Таскин, депутат Государственной думы России, член Забайкальского правительства атамана Г. М. Семёнова, в 1920 году эмигрировал в Маньчжурию, которую на тот момент контролировали китайские милитаристы.
В 1933 году, в эпоху Маньчжоу-Го, Всеволод Таскин окончил 7-летнюю гимназию при Педагогическом институте в Харбине. Изучал китайский язык на Восточно-экономическом отделении Харбинского Юридического факультета, который окончил в 1937 году, как раз накануне его закрытия.
Служил в Отделе контроля Харбинского пошлинного бюро, занимавшегося сбором налогов с торгово-промышленных и общественных заведений, к которым относились и рестораны, и публичные дома. Затем он перешёл на Харбинскую фанерную фабрику. Здесь с 1941 по сентябрь 1945 г. выполнял различные обязанности: от переводчика до заведующего сельскохозяйственной фермой, принадлежавшей владельцам фабрики.
Все эти годы Таскин усердно посещал курсы японского языка.
С сентября 1945 по октябрь 1947 гг. В. С. Таскин работал переводчиком в Отделе переводов Управления КЧЖД в Харбине, занимался переводами с китайского языка для харбинского корпункта агентства ТАСС. С 1 октября 1947 до 7 июля  1950 гг. В. С. Таскин был переводчиком в Отделении Торгпредства СССР, затем в юридическом отделе Акционерного Общества «И. Я. Чурин и К°». После национализации Акционерного Общества служил переводчиком-референтом в канцелярии Главного директора Китайской государственной компании «Чурин», игравшей важную роль в развитии торговли в Северо-Восточном Китае.
В 1952 году умер его отец. Всеволод Таскин переехал (или был депортирован) в СССР с женой, двумя детьми, сестрой и овдовевшей матерью. С июля 1954 по май 1955 гг. работал в Северном Казахстане в должности диспетчера автопарка МТС им. А. С. Пушкина. Переехал в Московскую область, где в посёлке Малаховка ему удалось найти жильё. 4 июня 1955 г. стал внештатным редактором в «Гослитиздате». 30 сентября 1957 г. его зачислили младшим научным сотрудником в Институт китаеведения.
В 1970 г. Таскина зачислили на должность старшего научного сотрудника.

## Научная деятельность
Таскин работал вместе с Р. В. Вяткиным (1910—1995) над переводом «Ши цзи» Сыма Цяня, он также принимал деятельное участие и в составлении Большого китайско-русского словаря, над которым трудился большой коллектив китаистов во главе с И. М. Ошаниным (1900—1982).
В 1968 году защитил кандидатскую диссертацию на тему «Материалы по истории сюнну (по китайским источникам)» и опубликовал ряд трудов по истории связей Китая с соседними народами — сюнну и киданями.
Главное место среди трудов В. С. Таскина занимают работы по истории кочевых народов в Китае. Ввёл в научный оборот огромный массив сведений из китайских источников: «Материалы по истории сюнну (по китайским источникам)» в двух выпусках (М., 1968 и 1973 гг.), «Материалы по истории древних кочевых народов группы дунху» (М., 1984), а также серия «Материалы по истории кочевых народов в Китае III—V вв.», задуманная автором перевода в четырёх выпусках. При жизни В. С. Таскина вышли в свет три выпуска — по сюнну, цзе и мужунам (1989, 1990 и 1992 гг.), 4-й выпуск, посвящённый материалам по истории ди и цянов, издан в 2012 г.
Важное место в научном наследии В. С. Таскина занимает его русский перевод сочинения Е Лун-ли «Цидань го чжи» — «История государства киданей» (М., 1979) и памятника «Го юй» («Речи царств»).

## Произведения
- Материалы по истории сюнну (по китайским источникам). Вып.1. / Пер. и прим. М., Наука. 1968. 177 стр. 1000 экз. Вып.2. М., Наука. 1973. 171 стр. 1500 экз.
- Материалы по истории Сюнну. (По китайским источникам). Автореф.дисс. … к.и.н. М., ИНА. 1968.
- Сыма Цянь. Исторические записки. (перевод томов 1-2, М., 1972-76, совместно с Р. В. Вяткиным)
- Е Лун-ли. История государства киданей (Цидань го чжи). / Пер. с кит., введение, коммент. и прилож. М., Наука. 1979. 607 стр. 4200 экз.
- Материалы по истории ухуаней и сяньби. // Дальний Восток и соседние территории в средние века. Новосибирск, 1980. С.54-102.
- Материалы по истории древних кочевых народов группы дунху. / Введение, пер. и комм. М., Наука. 1984. 486 стр. 1600 экз.
- Го юй (Речи царств). / Пер. и комм. М., 1987.
- История китайской философии. / Пер. В. С. Таскина. М., 1989.
- Материалы по истории кочевых народов в Китае III—V вв. В 4 вып. / Пер. с кит., предисл. и коммент. М., Наука.
  - Вып. 1. Сюнну. М., 1989. 287 стр. 1550 экз.
  - Вып. 2. Цзе. М., 1991. 253 стр. 1000 экз.
  - Вып. 3. Мужуны. М., 1992. 428 стр. 1000 экз.
  - Вып. 4. Ди и цяны. М., 2012. 496 стр. 800 экз.